# Vega del Rosario
Vega del Rosario es una localidad del estado mexicano de Chiapas. Es parte del municipio de Siltepec.

## Demografía
| Gráfica de evolución demográfica |
|                                  |

| Censo | Población |
| ----- | --------- |
| 1900  | 83        |
| 1910  | 306       |
| 1921  | 372       |
| 1930  | 509       |
| 1940  | 582       |
| 1950  | 664       |
| 1960  | 523       |
| 1970  | 574       |
| 1980  | 812       |
| 1990  | 978       |
| 2000  | 891       |
| 2010  | 1 014     |
| 2020  | 1 152     |